# Adamswalde (Rheinsberg)

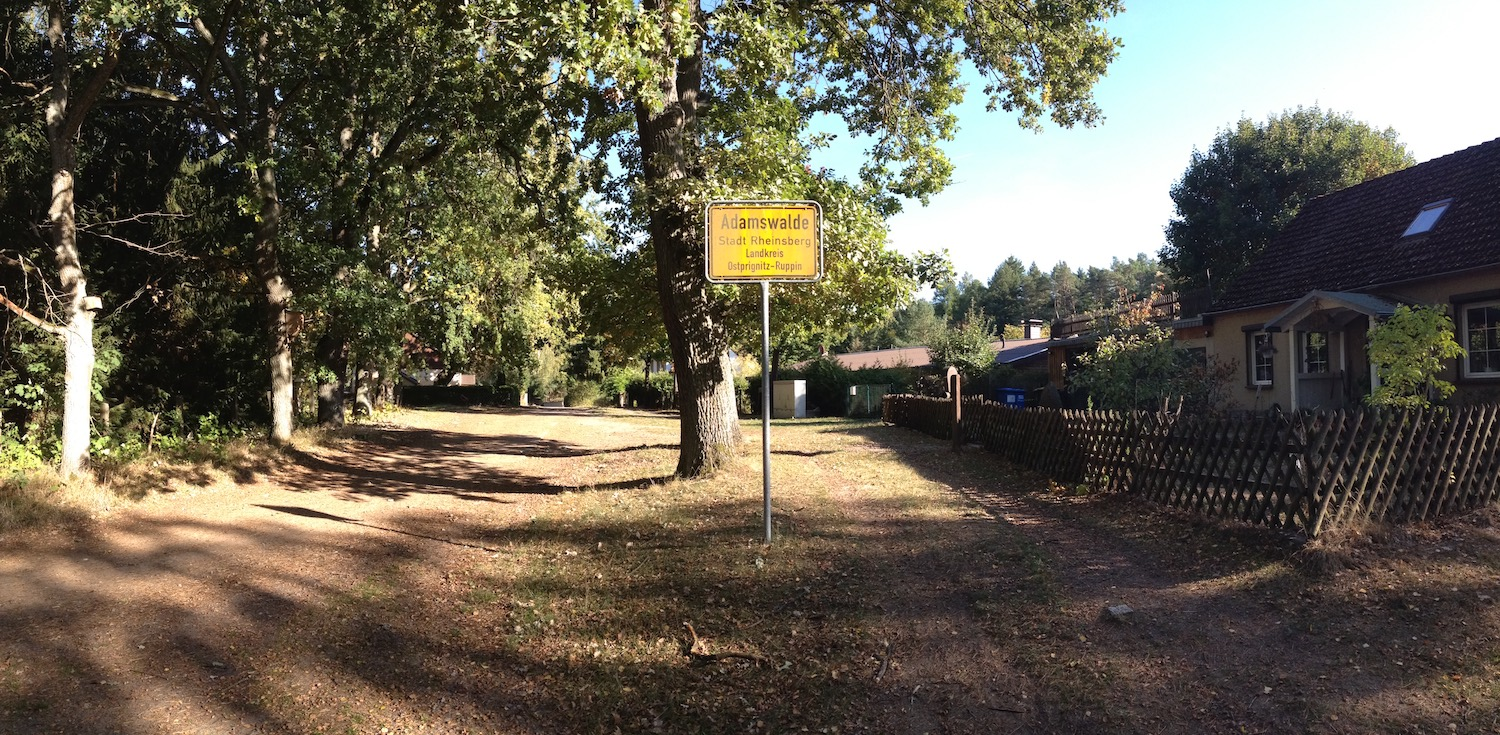
Zufahrt nach Adamswalde aus Kleinzerlang kommend

Adamswalde ist ein Wohnplatz im Ortsteil Großzerlang der Stadt Rheinsberg im Landkreis Ostprignitz-Ruppin (Brandenburg). Die Siedlung bildete ab 1913 einen eigenen Gutsbezirk, der vom Gutsbezirk Großzerlang und dem Königlichen Forst Menz abgespalten wurde. Doch schon 1928 wurde der Gutsbezirk Adamswalde mit dem Gutsbezirk Großzerlang zur Landgemeinde Großzerlang vereinigt. Der Wohnplatz hatte am 1. März 2023 11 Einwohner.

## Geographie
Adamswalde liegt 8,5 Kilometer nordöstlich von Rheinsberg und knapp zwei Kilometer südwestlich vom Ortskern von Großzerlang. Er liegt an einem kleinen Fließ, das von einem kleinen See nordwestlich des Wohnplatz zum Großen Pälitzsee führt, auf 65 m ü. NHN. Der Ort ist über kleine Straßen von Großzerlang, Klrinzerlang und Wittwien zu erreichen

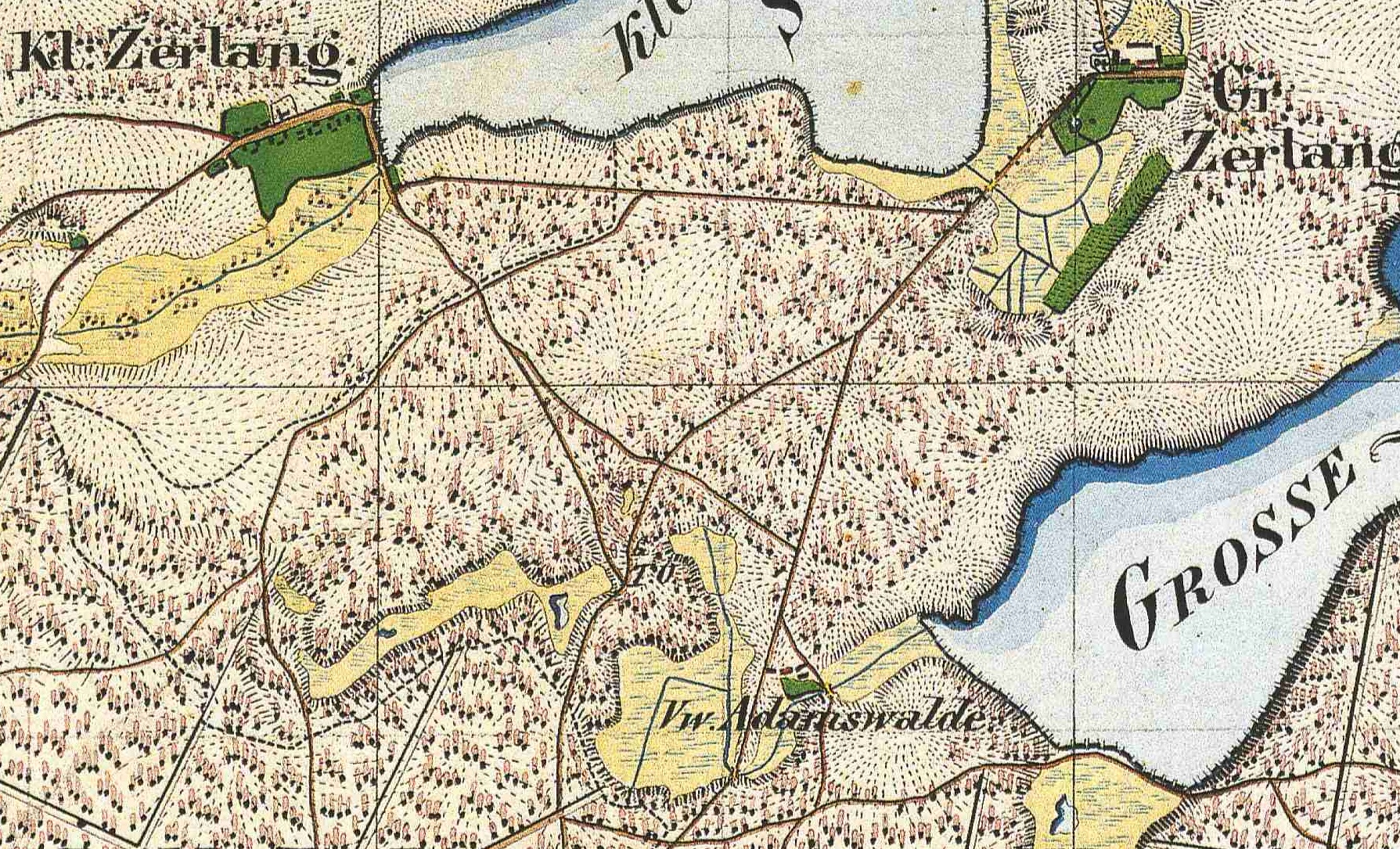
Adamswalde (und Groß- und Kleinzerlang) auf dem Urmesstischblatt von 1825

## Geschichte
Der Wohnplatz wurde erst wenige Jahre vor 1800 angelegt, auch der Name taucht erstmals 1800 auf (Adamswalde oder der Neue Bau). Die Siedlung liegt vermutlich auf der ehemaligen Feldmark des mittelalterlichen Dorfes Degebrod, das bereits im 14./15. Jahrhundert wüst fiel. Die genaue Lage der alten Dorfstätte Degebrod ist allerdings nicht bekannt. Degebrod lag vermutlich nahe am Degebrodsee, der nur etwa 700 Meter südwestlich des Wohnplatzes Adamswalde liegt. Der Wohnplatz wurde nach dem Amtmann Adam Daniel Dehrmann benannt, der vor/um 1800 das Rittergut Großzerlang bewirtschaftete.
Für das Jahr 1801 beschreibt Friedrich Wilhelm Bratring Adamswalde wie folgt: Adamswalde Schäferei und Försterhaus (oder der Neue Bau). In Adamswalde lebten zwei Einlieger in zwei Wohnhäusern. Der kleine Ort hatte 16 Einwohner. Er gehört damals zum Gut Großzerlang, dessen Besitzer Adam Daniel Dehrmann war. Die Bewohner waren nach Rheinsberg eingepfarrt. 1817 wird Adamswalde unter Großzerlang aufgeführt. Besitzer der Schäferei waren die Gebrüder Zarnack. Am 9. Januar 1832 erhielt der Waldwärter Kuhfeldt in Adamswalde einen Erbpachtkontrakt über das Post- oder Wolfsbruch von 67 Morgen 76 Quadratruten und 1 Morgen Forstland im Zechliner Revier.
1844 wird Adamswalde unter Großzerlang aufgelistet. Besitzer war(en) nach wie vor ein oder die Zarnack. 1861 ist Adamswalde wieder getrennt gelistet; es wird als Vorwerk bezeichnet. Es bestand aus einem Wohnhaus und zwei Wirtschaftsgebäuden; es wohnten sechs Menschen dort.
1871 bestand das Vorwerk Adamswalde aus drei Wohngebäuden und hatte 27 Einwohner.
Mit der Bildung der Amtsbezirke in der Provinz Brandenburg wurde Adamswalde dem Amtsbezirk 20 Groß-Zerlang zugewiesen. Es gehörte damals zum Gutsbezirk Groß-Zerlang. 1896 kaufte der Preußische Staat die Adamswalder Heide für 60.000 Reichsmark von den von Natorpschen Erben (damalige Besitzer des Gutes Großzerlang). Bei der folgenden Neuordnung der Forstreviere wurden 599 Hektar der Oberförsterei Menz und die 290 Hektar der Adamswalder Heide der neuen Försterei Adamswalde zugeordnet. Das Forsthaus mit Wirtschaftsgebäuden und Hofpflasterung wurde 1898 nach Plänen des Neuruppiner Baurats H. Wichgraf gebaut. Es steht mit der Nr. 09171144 als Denkmal in der Denkmalliste des Landes Brandenburg für den Landkreis Ostprignitz-Ruppin.
Von 1912/13 bis 1929 bildete Adamswalde einen eigenen Gutsbezirk. 1928 wurde der Gutsbezirk Adamswalde allerdings wieder mit der Gutsbezirk Großzerlang zur Landgemeinde Großzerlang vereinigt. 1992 bildete Großzerlang mit 14 anderen Gemeinden und der Stadt Rheinsberg das Amt Rheinsberg. Zum 26. Oktober 2003 wurde Großzerlang in die Stadt Rheinsberg eingemeindet und ist seither ein Ortsteil der Stadt Rheinsberg. Adamswalde ist im offiziellen Sprachgebrauch ein Gemeindeteil von Großzerlang und hat keine eigene kommunale Vertretung.
Adamswalde war wie Großzerlang eingepfarrt nach Rheinsberg.

## Förster und Nutzer im Forsthaus Adamswalde
Die Förster im Revier Adamswalde wohnten im Forsthaus Adamswalde und betrieben meist eine kleine Landwirtschaft.
- ab 1. Oktober 1897 bis 30. September 1905 Förster Wilhelm Piske (* 22. Oktober 1862 in Rabuhn, Krs. Kolberg),[14] er 1905 wurde in die Försterei Rothehaus in der Oberförsterei Dippmannsdorf versetzt[15][16]
- 1. Oktober 1905 bis (1906) Förster Paul Schawer (* 12. April 1865 in Gottesbrück bei Erkner), Diensteintritt: 1. Oktober 1905[17] war vorher Hilfsförster in Grenzschleuse in der Oberförsterei Himmelpfort, mit Amtsantritt zum Förster ernannt[18] zuletzt Hegemeister in der Oberförsterei Zechlinerhütte[19]
- 1929–1938 Förster Georg Finger (* 1. Dezember 1886 in Caputh)[20]
- 1938–1940 Förster Rudolf Kaiser
- 1940–1945 Förster Wöppner
- 1945–1955 Förster Karl Wölfert
- 1955–1990 Förster Manfred Burkert
- 1990–1995 Vermietung
- 1996–2002 Leerstand und Verfall
- seit 2002 Privatbesitz